# Katholisches Militärbischofsamt
Das Katholische Militärbischofsamt (KMBA) ist eine Bundesoberbehörde im Geschäftsbereich des Bundesministeriums der Verteidigung (BMVg) mit Sitz in Berlin. Sie ist die zentrale Verwaltungsbehörde der Katholischen Militärseelsorge und wird von Militärgeneralvikar Reinhold Bartmann geleitet. In ihm fließen die kirchliche Leitung durch den Katholischen Militärbischof und die staatliche Verwaltung und Organisation durch das BMVg zusammen.
Schwesterbehörden des Katholischen Militärbischofsamtes sind das Evangelische Kirchenamt für die Bundeswehr (EKA) und das Militärbundesrabbinat. Diese drei Behörden mit ihren jeweils nachgeordneten Bereichen bilden zusammen den Organisationsbereich Militärseelsorge der Bundeswehr.
Das Katholische Militärbischofsamt ist im Haus am Weidendamm in Berlin-Mitte untergebracht, einem 1773 errichteten Gebäude einer ehemaligen preußischen Kasernenanlage. Im Haus befinden sich die Büroräume der Katholischen Soldatenseelsorge AöR, das Gästehaus des Katholischen Militärbischofs, Tagungs- und Konferenzräume, ein Speisesaal, ein Clubraum und Gastronomiebereich sowie die Hauskapelle Sankt Michael im Dachgeschoss.

## Gliederung
Das Katholische Militärbischofsamt gliedert sich in vier Referate:
- Referat I – Personal
- Referat II – Seelsorge
- Referat III – Verwaltung
- Referat IV – Presse- und Öffentlichkeitsarbeit

## Nachgeordneter Bereich
Dem Katholischen Militärbischofsamt unmittelbar nachgeordnet sind die vier Katholischen Militärdekanate Berlin, Kiel, Köln und München als Bundesmittelbehörden. Die Militärdekanate führen die Aufsicht über etwa 100 Katholischen Militärpfarrämter als Ortsbehörden des Bundes. Diese Kleinstdienststellen bestehen meistens aus einem Militärpfarrer und einem Pfarrhelfer.
Die drei Deutschen Katholischen Militärpfarrämter Belgien/Frankreich (SHAPE), Italien (Neapel) und USA (Fort Bliss) werden unmittelbar durch das Katholische Militärbischofsamt geführt. Zudem gibt es vier Katholische Militärgeistliche im Nebenamt für Portugal (Lissabon), für Spanien (Albacete), für die Türkei (Antalya) und für Washington, D.C./USA.

## Geschichte
Das Katholische Militärbischofsamt wurde am 4. April 1956 gegründet. Sein erster Sitz war das Dienstgebäude in der Adenauerallee 115 in Bonn. Im Jahr 2000 zog es nach Berlin an seinen heutigen Standort um.

## Militärgeneralvikar
Der Militärgeneralvikar leitet das Katholische Militärbischofsamt. Er vertritt den Militärbischof in kirchlichen Angelegenheiten und ist Bundesbeamter auf Lebenszeit. Sein Amt ist in Besoldungsgruppe B 6 der Bundesbesoldungsordnung B eingruppiert.
Liste der Militärgeneralvikare:
- 1956–1962: Georg Werthmann
- 1962–1980: Martin Gritz
- 1981–1995: Ernst Niermann
- 1995–2000: Jürgen Nabbefeld[3]
- 31. Oktober 2000–1. November 2013: Walter Wakenhut
- seit 1. November 2013: Reinhold Bartmann